# William Hartmann
William Kenneth Hartmann (nascut el 6 de juny de 1939) és un famós planetòleg, artista, autor, i escriptor. Va ser el primer a convèncer el món científic que la Terra havia estat copejada per un cos de mida planetària (Teia), creant tant la Lluna com també inclinant la Terra 23,5°.
Nascut a Pennsilvània el 1939, va rebre el seu B.S. en física a la Pennsylvania State University, i un M.S. en geologia i doctorat en astronomia a la University of Arizona. La seva carrera abasta més de 40 anys, des del treball a principis dels anys 60 amb Gerard Kuiper en el Mare Orientale, i el treball del projecte de mapes marcià del Mariner 9, al treball actual de l'equip d'imatgeria de la Mars Global Surveyor. Actualment és científic sènior a la Planetary Science Institute.
Ha estat durant molt de temps un dels artistes espacials més importants d'Amèrica (fortament influenciat per Chesley Bonestell), i ha escrit i il·lustrat nombrosos llibres sobre la història de la Terra i el sistema solar, sovint en col·laboració amb l'artista Ron Miller.
Hartmann és membre de l'Associació Internacional d'Artistes Astronòmics. El seu treball escrit també inclou llibres de text, ficció curta i novel·les, la més recent es va publicar el 2003. El 1997 va ser el primer destinatari de la Carl Sagan Medal per l 'excel·lència en comunicació pública de ciència planetària de l'American Astronomical Society, Division for Planetary Sciences.
Hartmann va ser membre del Projecte UFO de la Universitat de Colorado (1966–1968) (informalment conegut com el Condon Committee), un polèmic estudi públic d'OVNIs patrocinat per la Força Aèria dels Estats Units. Va investigar principalment les proves fotogràfiques, i va rebutjar la majoria de les que eren poc fiables o no concloents; en els seus estudis publicats a l'informe final del Comitè, va concloure que dos casos eren inexplicables i, sobretot, com l'evidència probàtica de la realitat dels ovnis.
Es va anomenar l'asteroide 3341 Hartmann en honor seu.